# NGC 5403
NGC 5403 is een balkspiraalstelsel in het sterrenbeeld Jachthonden. Het hemelobject werd op 16 mei 1787 ontdekt door de Duits-Britse astronoom William Herschel.

## Synoniemen
- UGC 8919
- IRAS 13577+3825
- MCG 6-31-41
- VV 310
- ZWG 191.29
- PGC 49820